# Partido Unidade e Progresso
O Partido Unidade e Progresso (em francês:  Parti de l'Unité et du Progrès, PUP)  é um partido político na Guiné. Na eleição parlamentar realizada em 30 de junho de 2002, o partido ganhou 61,57% dos votos populares e 85 dos 114 lugares. O seu candidato, eleição presidencial de 21 de dezembro de 2003, o então presidente Lansana Conté, ganhou com 95,25% dos votos; esta eleição foi, no entanto, em geral boicotadas pela oposição.
Após a morte de Conté em 22 de dezembro de 2008, o seu substituto Aboubacar Somparé tem servido e agindo como o de jure presidente da Guiné. No entanto, desde o golpe de Estado nas horas seguintes à morte de Conté, Guiné ficou nas mãos dos militares nacionais.